# Stigmella allophylivora
Stigmella allophylivora là một loài bướm đêm thuộc họ Nepticulidae. Nó được miêu tả bởi Gustafsson năm 1985. Nó được tìm thấy ở Gambia.
Ấu trùng ăn Allophylus cf africanus species. Chúng có thể ăn lá nơi chúng làm tổ.